# Buque líder de clase

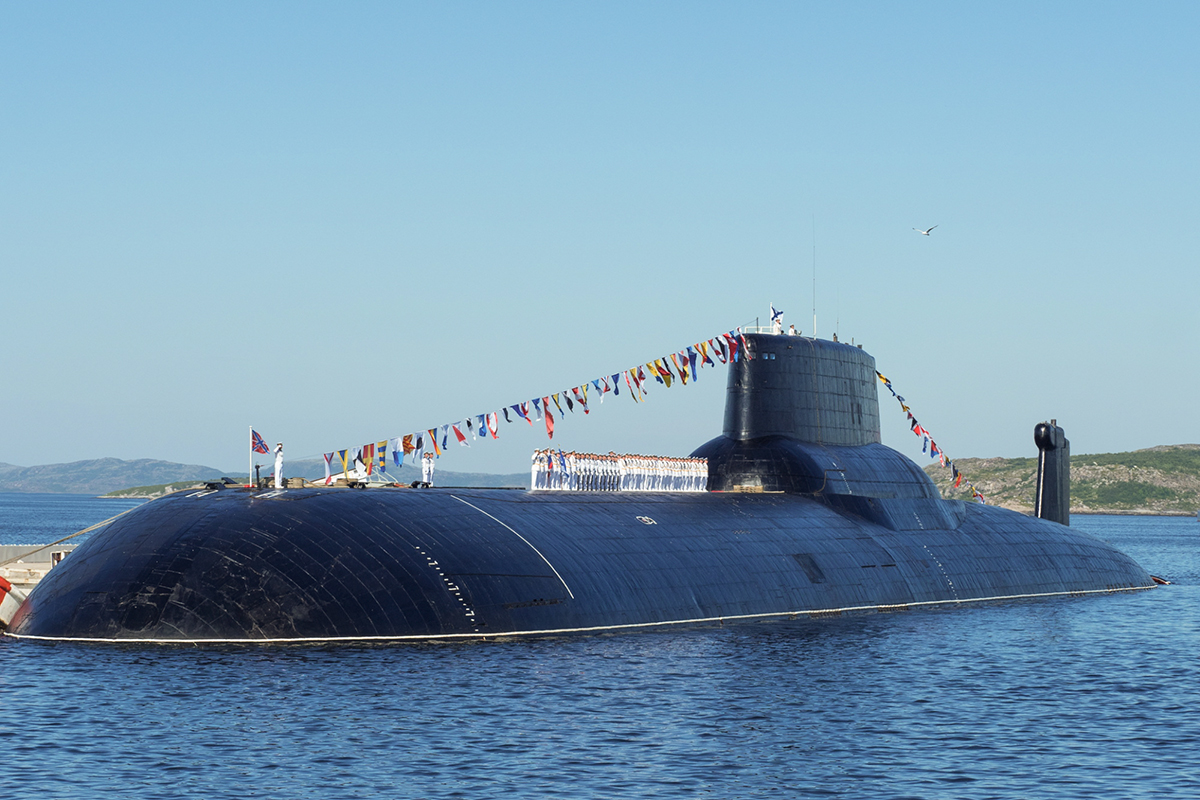
Submarino TK-208 Dmitry Donskoy, 1980.

El buque líder o líder de la clase es el primer buque de una serie o de una clase todos construidos de acuerdo al mismo diseño general. El término es aplicable a buques destinados a uso militar o a buques civiles de gran tamaño. En algunos casos, más raros, la clase se compone de una sola nave.

## Resumen
Los buques más grandes son internamente complicados y construirlos puede tomar tanto como entre cinco y diez años. Cualquier cambio o avances que estén disponibles cuando se estén construyendo normalmente es probable que sean incluidos, así que es raro que dos buques sean idénticos. Adicionalmente al construir un buque es probable que revele mejores formas de hacer las cosas o incluso errores.
A menudo el segundo y tercer buque son iniciados antes de que el primero sea completado, lanzado y probado. Sin embargo, construir copias es aún más eficiente y costo efectivo que construir un prototipo y, usualmente, el buque líder será seguido por copias con algunas mejoras más que versiones radicalmente diferentes. Algunas veces las mejoras serán instaladas posteriormente en el buque líder. Ocasionalmente, el buque líder será lanzado y puesto en servicio para la realización de pruebas de asentamiento antes de que los siguientes buques sean completados, convirtiendo al buque líder en una combinación de plantilla y prototipo más que gastar recursos en un prototipo que nunca verá uso real.

## Denominación de clase

### Nombres (propios y temáticos)
Normalmente las clases de buques son denominados en dos formas: recordando al nombre del buque líder, como por ejemplo los acorazados de la clase Pennsylvania, cuyo buque líder fue el USS Pennsylvania (BB-38), o definiendo un tema por el cual las naves de clase son bautizadas, como por ejemplo en la clase de fragatas de la Real Armada de la clase Tribal, bautizadas por las tribus del mundo, tal como la fragata HMS Mohawk (F125). Si un buque de una clase es construido para otro país o flota, la primera unidad activa se convertirá en el buque líder para esa flota; por ejemplo, la fragata de la Clase Oliver Hazard Perry son conocidas como la clase Adelaide en la Real Armada Australiana. Algunas veces las naves civiles más grandes, tal como el  Sun Princess, el buque líder de los cruceros de la clase Sun, también siguen esta convención.
Otro ejemplo de denominación temática es el buque de carga clase Pioner construido por los astilleros Blohm & Voss para sustituir a la envejecida flota de buques de carga de las clases Liberty y Victory de la época de la Segunda Guerra Mundial.

### Números
A veces, además de los nombres se utilizan los números de casco como el nombre para una clase. Por ejemplo, en la Armada de Estados Unidos los submarinos de la clase Los Ángeles internamente se le conoce como la clase 688 por el número de casco usado por la primera nave de la clase, el USS Los Angeles (SSN-688).
En la Primera y Segunda Guerra Mundial, las clases o tipos de submarinos alemanes eran casi siempre denominados con números romanos, por ejemplo, entre muchas otras clases la VII, la XXI y la XXIII, pero en la Marina de Guerra Alemana se les conocía como el Tipo VII, Tipo XXIII, etc., aunque se trataba efectivamente de clases. Las clases de buques de guerra alemanes eran de lo contrario siempre el nombre de la primera nave de la pila se desbordó. 
En el ámbito civil, por ejemplo, está la clase SD-14, un buque de carga, donde la combinación de letras y números significaba "Cubierta Protegida de 14.000 toneladas" (en inglés: Shelter Decker), o 14.000 toneladas de peso muerto.
Algunas veces cuando un barco se transfiere o es adquirido por otra armada diferente a la del país donde se construyó puede cambiar desde usar un nombre de clase a un número de clase, por ejemplo, los seis destructores clase Fletcher transferidos desde Estados Unidos se conocieron oficialmente en la Bundesmarine como la clase 119. Otras veces una clase tiene una denominación oficial como número de clase pero se le conoce con un nombre de clase, por ejemplo, la clase 143A se le conoce como la clase Gepard.

### Año
En la Marina alemana hasta el final de la Segunda Guerra Mundial los destructores y dragaminas fueron nombrados según el año en que el primer barco del tipo entró en servicio. Así se tenían los destructores de las clases Tipo 1934 y Tipo 1936, así como los dragaminas de las clases Tipo 1935, Tipo 1940 y Tipo 1943.

## En la ficción
A menudo la misma costumbre es seguida en la ficción: El crucero de la clase Constitution es la base para la Enterprise de la serie de televisión Star Trek (aunque en Star Trek ocasionalmente se utiliza el término pionero en vez del buque líder) y el destructor estelar clase Imperial que aparece en la franquicia Star Wars.